# Saba Bolaghi
Saba Arasch Javad Bolaghi (22 de abril de 1989) es un deportista alemán de origen iraní que compitió en lucha libre. Ganó una medalla de bronce en el Campeonato Europeo de Lucha de 2011, en la categoría de 66 kg.

## Palmarés internacional
| Campeonato Europeo | Campeonato Europeo | Campeonato Europeo | Campeonato Europeo |
| Año                | Lugar              | Medalla            | Categoría          |
| ------------------ | ------------------ | ------------------ | ------------------ |
| 2010               | Bakú (Azerbaiyán)  | Medalla de bronce  | 66 kg              |